# Јавни градски саобраћај у Загребу
Јавни градски саобраћај у Загребу чини мрежа трамвајских и аутобуских линија, приградски возови те такси возила. Главнину јавног градског саобраћаја у Загребу обавља Загребачки електрични трамвај (ЗЕТ), које је оператор трамвајског и аутобуског саобраћаја, а брине се и о успињачи и жичари, која је тренутно ван функције (очекује се изградња нове). ЗЕТ је подружница градског трговачког друштва Загребачки холдинг д.о.о.

## Трамвајски саобраћај
Коњски трамвај уведен је 5. септембра 1891. године. Је имао возни парк од 10 отворених и 6 затворених кола, а до 1910. године повећао се на укупно 38 кола. Први електрични трамвај пуштен је у саобраћај 18. августа 1910. године. Данас, трамвајска мрежа има укупну дужину од 116 км (ширина трамвајског колосека је 1000 мм). Саобраћај је организован у 15 дневних и 4 ноћне линије.

### Трамвајске линије
Мрежа трамвајских линија састоји се од 15 дневних и 4 ноћне линије. Дневне линије саобраћају 4-24 сата, а ноћне 0-4 сата.
Дневне линије у трамвајском саобраћају:
- 1 Западни колодвор - Трг бана Јосипа Јелачића - Боронгај (не саобраћа суботом, недељом и празником)
- 2 Чрномерец - Јукићева - Главни колодвор - Аутобуска станица - Савишће
- 3 Љубљаница - Улица града Вуковара - Савишће (не саобраћа суботом, недељом и празником)
- 4 Савски мост - Главни колодвор - Драшковићева - Дубец
- 5 Пречко - Улица града Вуковара - Аутобуска станица - Максимир
- 6 Чрномерец - Трг бана Јосипа Јелачића - Главни колодвор - Аутобуска станица - Сопот
- 7 Савски мост - Велесајам - Аутобуска станица - Дубрава
- 8 Михаљевац - Драшковићева - Аутобуска станица - Запруђе
- 9 Љубљаница - Главни колодвор - Боронгај
- 11 Чрномерец - Јелачићев трг - Дубец
- 12 Љубљаница - Јелачићев трг - Дубрава
- 13 Житњак - Улица града Вуковара - Трг бана Јосипа Јелачића - Главни колодвор - Трг жртава фашизма - Кватерников трг
- 14 Михаљевац - Трг бана Јосипа Јелачића - Савска улица - Велесајам - Запруђе
- 15 Михаљевац - Доље
- 17 Пречко - Трг бана Јосипа Јелачића - Боронгај

Ноћне линије у трамвајском саобраћају:
- 31 Чрномерец - Трг бана Ј. Јелачића - Главни колодвор - Аутобуска станица - Велесајам - Савски мост
- 32 Пречко - Трг бана Ј. Јелачића - Трг хрватских великана - Боронгај
- 33 Доле - Драшковићева - Главни колодвор - Савска цеста - Улица града Вуковара - Савишће
- 34 Љубљаница - Трг бана Ј. Јелачића - Главни колодвор - Драшковићева - Дубец

### Возни парк
Возни парк је веома разнолик. Тренутно укључује око 240 моторних кола (преко 400 укључивши и приколице) и 8 различитих типова трамваја. Типови трамваја ЂЂ ТМК 101, ЂЂ ТМК 201, ЧКД Т4 И ЧКД КТ4 су били исти као и у Београду.
Три прототипа трамваја ТМК 101 изграђени су раних 1950-их у ЗЕТ-овој радионици, док је преосталих 68 изграђено у фабрици Ђуро Ђаковић у периоду до 1965. године, заједно са 110 приколица. Неколико ових трамваја замјењено је с GT6, међутим били су у редовној употреби све до уласка серије трамваја НТ 2200. Од лета 2007. само је око 15 трамваја овог типа било у употреби, а последњи су повучени крајем 2008. године.
Сличног дизајна као тип 101, али технички значајно напреднији је тип ТМК 201. ЗЕТ је имао у свом возном парку укупно 30 моторних кола овог типа те 32 приколице, изграђених 1973. и 1974. у фабрици Ђуро Ђаковић. Дванаест трамвајских возила овог типа изрезано је како би се њихово подвозје могло искористити за градњу ТМК 2100.
У периоду од 1977. до 1983. у возни парк улазе 95 чешка (ЧССР) трамваја ЧКД Татра Т4 (тип 401) заједно са 85 одговарајућим Б4ИУ (тип 801) приколицама. Око 1985. такође је купљено 51 трамваја типа ЧКД Татра КТ4 (тип 301).
ЗЕТ такође има један прототип трамваја који је изграђен у фабрици Ђуро Ђаковић 1990. године (тип ТМК 900).
Од 1994. до 1998. ЗЕТ је купио 35 половних Düwag GT6 трамваја - тип 901 (5 од њих је Düwag GT6 - тип 941) из Манхајма (Немачка), и почео повлачити старе трамваје типа 101. Ови трамваји купљени су као привремено решења, будући да није било довољно новца за куповину нових возила која су недостајала. Већина их је замењена типом НТ 2200, док ће остатак трамваја који још саобраћају бити замењени новом серијом нископодних трамваја.
1994. Кончар је направио прототип трамваја ТМК 2100, а производио се од 1997. до 2003. Укупно је направљено 16 трамваја овог типа (укључујући и прототип).
2003. године ЗЕТ је наручио 70 нових нископодних трамваја од конзорцијума Цротрам. Први прототип је испоручен мају 2005. године. Трамвај је климатизован и опремљен је унутрашњим и спољним видеонадзором (уместо ретровизора). Максимална брзина овог трамваја је 70 km/h. Овај трамвај има ознаку ТМК 2200 (ТМК од трамвајска моторна кола), иако га често називају и НТ 2200 (од нископодни трамвај). Посљедњи, седамдесети трамвај из прве серије испоручен је у мају 2007, ау јуну исте године потписан је нови уговор за још 70 трамваја истог типа.
ЗЕТ такође има и два музејска примерка трамваја типа М-24 (изграђеним у ЗЕТ-овој радионици), 1 са тзв. Кошаковом приколицом, а други са тзв. Пагода приколицом која је преграђена од моторних кола из 1910, које је израдила фирма Ганц Будапест. Они служе и за туристичке вожње по граду.
ЗЕТ такође има и неколико радних возила (трамвај брусилица, теретни трамвај).
Спремишта трамваја су на Трешњевци (Љубљаница) и Дубрави.

## Аутобусни саобраћај
Аутобусни саобраћај ЗЕТ-а тренутно се састоји од 134 аутобуских линија, од тога 78 градских и 56 приградских. Аутобусни саобраћај у Загребу је почео функционисати 11. августа 1927. године на прве две линије, под називом „Аутобусни саобраћај“. 1931. године ЗЕТ је преузео градски аутобуски саобраћај од дотадашњих власника Миховила и Виктора Барешића, који су концесију за превоз добили годину дана раније.

### Возни парк
Возни парк састоји се од преко 300 аутобуса марке МАН, Мерцедес-Бенц и Ивеко Ирисбус.
Већином су у употреби нископодни аутобуси, док високоподни углавном саобраћају претежно на линијама приградског саобраћаја.
У јулу 2007. ЗЕТ је почео кориситити биодиезел гориво у 10 аутобуса, те гас у 2 аутобуса. ЗЕТ има намеру да повећа потрошњу биодизела и гаса у својим возилима у омјеру 50:50%.
За смештај аутобуса, ЗЕТ има три гараже - Дубрава, Подсусед и Велика Горица.

### Аутобусне линије

#### Градске линије
Градски аутобусни систем чини 76 линија: 101-110, 112-116, 118-140, 142, 143, 146, 150, 201-210, 212-234, 236-238, 295 иако се линије 112, 132, 208, 209 и неке друге могу описати као приградске. Линије градских аутобуса и трамваја су у потпуности у првој тарифној зони наплате карата. Мрежа се непрестано шири у нове делове града.

#### Приградске линије
Од 55 приградских линија, 23 саобраћају на ширем градском подручју (администраивно подручје Града Загреба): линије број 159-164, 166, 168, 261-263, 269-280. Све линије које саобраћају на подручју Града Загреба су од 1. 1. 2006. у првој тарифној зони.
Приградске линије које саобраћају изван административних граница Града Загреба (односно на подручју Загребачке жупаније), саобраћају у зонама 1. до 4. Већина тих линија започиње на трамвајским терминалима у првој зони (Загреб), повезујући град са околним градовима и насељима, док неке од тих линија започињу на терминалима у Запрешићу и Великој Горици. Те 35 линије саобраћају на следећим подручјима Загребачке жупаније: Велика Горица (268, 302-305, 307-311, 313, 315, 319-325, 330, 335), Запрешић (170, 172, 180-182); општине Лука (174), Бистра (175-177), Јаковље (178), Клинча Села (165, 169), Ступник (111, 164) и Покупско (311, 322).
Најдужа аутобуска линија дуга је око 40 км (линија 311 Загреб Гл колодвор-Леви Штефанки), док су друге приградске линије у просеку дуге 20-ак км.